# Französische Regierung

Hoheitszeichen Frankreichs

Offizielles Logo der Regierung der Französischen Republik mit dem Wahlspruch Liberté, Égalité, Fraternité

Die Regierung der Französischen Republik (französisch Gouvernement de la République française) besteht aus dem Premierminister, den (Staats-)Ministern sowie den beigeordneten Ministern (ministres délégués bzw. ministre auprès du ministre) und den Staatssekretären (secrétaires d’Etat), die den jeweiligen Ministern unterstellt sind.
Seit dem 13. Dezember 2024 regiert das Kabinett Bayrou. Mächtigste Person im politischen System Frankreichs ist der französische Staatspräsident; seit der Präsidentschaftswahl im Mai 2017 ist dies Emmanuel Macron. Bei der Wahl im April 2022 wurde er mit gut 58 % der Stimmen für eine zweite Amtszeit wiedergewählt.

## Ernennung
Die Regierungsmitglieder werden vom Staatspräsidenten ernannt, die Minister und weiteren Regierungsmitglieder (beigeordnete Minister, Staatssekretäre) dabei auf Vorschlag des zuvor ernannten Premierministers. Die Regierung amtiert bis zu ihrem Rücktritt, eine Amtszeit ist in der Verfassung nicht vorgesehen. Die Regierung muss zurücktreten, wenn die Nationalversammlung ihr das Misstrauen ausspricht.
Der Staatspräsident dagegen kann die Regierung nicht auf eigene Initiative entlassen, sondern nur dann, wenn sie ihren Rücktritt erklärt. Es ist in Frankreich aber üblich, dass die Regierung bei Amtsantritt eines Staatspräsidenten zurücktritt. Ebenfalls ist es üblich, dass die Regierung am Tag nach dem zweiten Wahlgang der Wahlen zur Nationalversammlung zurücktritt, auch dann, wenn sie dabei eine parlamentarische Mehrheit gewonnen hat.
Im Zuge der Ernennung einer neuen Regierung werden in der Regel auch die Ressortzuständigkeiten neu abgegrenzt. Die Reihenfolge, in der Regierungsmitglieder auf der Berufungsliste aufgeführt sind, gilt auch als protokollarische Rangfolge; formell sind die Mitglieder der einzelnen Hierarchieebenen untereinander aber gleichgestellt.

## Stellung
Die Stellung der Regierung im politischen System hängt stark von der politischen Zugehörigkeit des Staatspräsidenten im Zusammenspiel mit der Mehrheit der Nationalversammlung ab. Stellt die politische Richtung des Staatspräsidenten auch die Parlamentsmehrheit, wird die Politik stark durch den Staatspräsidenten bestimmt; dem Premierminister und seinem Kabinett kommt dann vor allem eine ausführende Rolle zu. Üblich ist in dieser Konstellation auch, dass die Regierung auf Verlangen des Staatspräsidenten zurücktritt, auch wenn dieser formal keine Handhabe hat, einen Rücktritt zu erzwingen. Hat im Parlament dagegen eine andere politische Richtung die Mehrheit als die, der der Präsident angehört (eine sogenannte Cohabitation), bestimmt die Regierung unter Führung des Premierministers wesentlich die innere Politik. Die Einflussnahme des Präsidenten beschränkt sich dann auf die ihm laut Verfassung zustehenden Kompetenzen in der Außen- und Verteidigungspolitik.
Französische Regierungen sind in der Regel verhältnismäßig kurzlebig: Das Kabinett Bayrou ist bereits die 46. Regierung der seit 1958 bestehenden Fünften Französischen Republik, was eine durchschnittliche Amtszeit der bisherigen Regierungen von etwa eineinhalb Jahren ergibt. Dies ist weniger ein Ausdruck instabiler politischer Verhältnisse als vielmehr der Konventionen in der französischen Politik: Die bis 2002 unterschiedlich langen Amtszeiten von Staatspräsident und Nationalversammlung und die Konvention, dass die Regierung jeweils nach einer Neuwahl des Staatspräsidenten oder der Nationalversammlung zurücktritt, ergab „automatisch“ kürzere Amtszeiten. Die seit 2002 dicht aufeinanderfolgende Wahl von Staatspräsident und Nationalversammlung führt zu Übergangsregierungen, die nur ein oder zwei Monate amtieren und dann, meist weitgehend unverändert, neu berufen werden. Außerdem ist es in Frankreich üblich, dass eine größere Regierungsumbildung durch Rücktritt und Neuberufung einer Regierung vorgenommen wird. Häufig werden mehrere aufeinanderfolgende Regierungen durch den gleichen Premierminister geführt (Liste hier); die Kontinuität in der Regierungsführung ist größer als die Zahl der Regierungen suggeriert. Die bisher am längsten bestehende Regierung war die Regierung Jospin; sie amtierte von 1997 bis 2002 4 Jahre und 338 Tage.

## Zusammensetzung
In der französischen Regierung können bis zu sechs Hierarchieebenen bestehen:
1. Premierminister (premier ministre)
2. Staatsminister (ministres d’Etat): Dies ist ein Ehrentitel für besonders herausgehobene Regierungsmitglieder. Staatsminister werden dabei zugleich auch als Minister für ein Ressort berufen.
3. Minister
4. Beigeordnete Minister (ministres délégués, ministres auprès d’un ministre oder auch ministres chargés de …): Beigeordnete Minister sind einem Ressortminister unterstellt, wobei ihnen ein bestimmter Aufgabenbereich zugewiesen ist.
5. Staatssekretäre (secrétaires d’Etat): Staatssekretäre sind einem Ressortminister unterstellt, wobei ihnen ein bestimmter Aufgabenbereich zugewiesen ist. Ihre Stellung ist schwächer als die beigeordneter Minister.
6. Hochkommissare (hauts commissaires): Hochkommissare werden für besonders herausgehobene thematische Aufgaben in der Regierung berufen. Der Posten wurde 2007 neu geschaffen: der Parteilose Martin Hirsch war in den Kabinetten Fillon I und Fillon II (bis 22. März 2010) Hochkommissar für die aktive Solidarität gegen die Armut. Zuvor hatte es diese Funktion bereits 1958 bis 1966[2] und in Regierungen der dritten und vierten Republik gegeben.

Häufig werden nicht alle Hierarchieebenen besetzt. So gehörten dem Kabinett Ayrault II (Juni 2012 bis März 2014) nur der Premierminister, Minister und beigeordnete Minister an, dem Kabinett Valls II nur der Premierminister, Minister und Staatssekretäre.
Die Sitzungen der Regierung, des Ministerrats (Conseil des ministres), finden unter der Leitung des Staatspräsidenten statt. An ihnen nehmen der Premierminister, die Minister und beigeordneten Minister stets teil. Die Staatssekretäre nehmen nur dann teil, wenn ihr Ressort betroffen ist.

## Unvereinbarkeiten, Nebentätigkeiten
Die Mitgliedschaft in der Regierung ist unvereinbar mit der Mitgliedschaft im Senat oder der Nationalversammlung. Diese Unvereinbarkeit wird einen Monat nach der Berufung in die Regierung endgültig wirksam; schon zuvor ist Regierungsmitgliedern aber die Teilnahme an Abstimmungen untersagt. Die Abgeordneten werden bei Mehrheitswahl durch einen bei der Wahl benannten Vertreter (suppléant) bzw. bei Listenwahl durch die nächste Person auf der Liste ersetzt. Scheiden Abgeordnete wieder aus der Regierung aus, so können sie nach einem Monat ihr Mandat wieder aufnehmen, der Vertreter scheidet dann wieder aus dem Parlament aus. Diese Regelung gilt seit 2011, zuvor schieden Regierungsmitglieder endgültig aus dem Parlament aus.
Regierungsmitgliedern ist außerdem eine anderweitige Berufstätigkeit ebenso untersagt wie die Repräsentation von Verbänden auf nationaler Ebene. Dagegen dürfen kommunale und regionale Mandate und Funktionen ausgeübt werden. Diese Kumulation ist in Frankreich umstritten. Für die Regierung Jospin galt ein striktes Verbot des Kumulierens derartiger Mandate und Funktionen, das die nachfolgenden Regierungen schrittweise wieder einschränkten. Staatspräsident François Hollande forderte die Mitglieder seiner Regierungen auf, kein exekutives Amt auf anderen staatlichen Ebenen auszuüben.

## Französische Regierungen seit 1958
siehe auch Liste der Regierungschefs von Frankreich (dort stehen auch Amtsbeginn und Amtsende)
- Kabinett Debré
- Kabinett Pompidou I
- Kabinett Pompidou II
- Kabinett Pompidou III
- Kabinett Pompidou IV
- Kabinett Couve de Murville
- Kabinett Chaban-Delmas
- Kabinett Messmer I
- Kabinett Messmer II
- Kabinett Messmer III
- Kabinett Chirac I
- Kabinett Barre I
- Kabinett Barre II
- Kabinett Barre III
- Kabinett Mauroy I
- Kabinett Mauroy II
- Kabinett Mauroy III
- Kabinett Fabius
- Kabinett Chirac II
- Kabinett Rocard I
- Kabinett Rocard II
- Kabinett Cresson
- Kabinett Bérégovoy
- Kabinett Balladur
- Kabinett Juppé I
- Kabinett Juppé II
- Kabinett Jospin
- Kabinett Raffarin I
- Kabinett Raffarin II
- Kabinett Raffarin III
- Kabinett de Villepin
- Kabinett Fillon I
- Kabinett Fillon II
- Kabinett Fillon III
- Kabinett Ayrault I
- Kabinett Ayrault II
- Kabinett Valls I
- Kabinett Valls II
- Kabinett Cazeneuve
- Kabinett Philippe I
- Kabinett Philippe II
- Kabinett Castex
- Kabinett Borne
- Kabinett Attal
- Kabinett Barnier
- Kabinett Bayrou

## Regierungen vor 1958
siehe
- Vierte Französische Republik#Ministerpräsidenten (1947–1958)

- Provisorische Regierung der Französischen Republik (1944–1947)
  - Charles de Gaulle (3. Juni 1944 bis 20. Januar 1946)
  - Félix Gouin (26. Januar 1946 bis 12. Juni 1946)
  - Georges Bidault (23. Juni 1946 bis 28. November 1946)
  - Léon Blum (16. Dezember 1946 bis 16. Januar 1947)

- Vichy-Regime (1940–44)

- Dritte Republik (1871–1940)

- Zweite Republik:
  - Louis-Eugène Cavaignac war 1848 Ministerpräsident des Kabinetts Cavaignac (frz. Gouvernement du général Cavaignac); dieses amtierte vom 28. Juni bis zum 20. Dezember 1848.
  - Louis Napoleon Bonaparte wurde bei der Präsidentschaftswahl am 10. Dezember 1848 zum Präsidenten gewählt. Per Staatsstreich vom 2. Dezember 1851 leitete er den Übergang zum Zweiten Kaiserreich ein.